# Стул (линейный корабль)
«Стул» — парусный линейный корабль Азовского флота Российской империи пятого ранга, построенный кумпанством боярина П. И. Хованского.

## Описание судна
Построенные для Азовского флота корабли, в числе которых был и «Стул», первоначально были названы баркалонами (от итал. barca longo — длинная барка), однако фактически соответствовали кораблям 5-го класса по принятой в Европе в конце XVII века классификации и в последующие годы во всех документах числились в качестве кораблей. Представляли собой двух- или трехмачтовые корабли с прямым и косыми парусным вооружением, вооружались 26—46 орудиями различного калибра, включавшие двух-, четырёх-, шестифунтовые орудия и дробовики.
Длина корабля по сведениям из различных источников составляла от 35,1 до 35,15 метра, ширина — 7,4 метра, а осадка — 2,9 метра. Вооружение судна составляли от 36 до 38 орудий, включавших две 6-фунтовых, восемнадцать 4-фунтовых, шесть 3-фунтовых и двенадцать 2-фунтовых пушек, а экипаж состоял из 135 человек.
Как и все корабли, построенные кумпанствами, отличался несовершенством конструкции и низким качеством выполнения работ по постройке.

## История службы
Линейный корабль «Стул» был заложен кумпанством боярина П. И. Хованского на Воронежской верфи в июне 1697 года и после спуска на воду в мае 1699 года вошёл в состав Азовского флота России. Строительство вёл кораблестроитель К. Бокар, затем корабль перестраивался другим кораблестроителем — Интедоусом.
В апреле 1702 года корабль был переведён из Воронежа в устье Дона.
В 1710 году корабль «Стул» был разобран в районе села Трушкино.

### Комментарии
1. ↑  115 футов 4 дюйма.
2. ↑  24 фута 4 дюйма.
3. ↑  9 футов 5 дюймов.